# Wiesław Grzymalski
Wiesław Grzymalski (ur. 27 marca 1891 w Wadowicach, zm. 20 stycznia 1941 we Lwowie) – polski inżynier architekt, wykładowca.
W latach 30. wykładał w Państwowej Szkole Technicznej we Lwowie i na Wydziale Architektonicznym Politechniki Lwowskiej. W grudniu 1936 otrzymał tytuł profesora nadzwyczajnego rysunków zdobniczych i dekoracji wnętrza na Wydziale Architektonicznym Politechniki Lwowskiej.
Był projektantem Kaplicy Orląt Złoczowskich, wzniesionej w 1921 r. na cmentarzu w Złoczowie. 
Zmarł w 1941 we Lwowie.